# Ele Me Chamou de Alguém
Ele Me Chamou de Alguém é um álbum de estúdio da cantora brasileira Andrea Fontes, lançado em abril de 2017 pela gravadora Som Livre.
O álbum foi produzido por Wesley Ros com repertório predominantemente inédito, exceto pela regravação, em versão ao vivo, da música "João Viu". Antes do lançamento da obra, a cantora divulgou os singles "Ele Me Chamou de Alguém" e "Vou Prosseguir", também disponibilizados em videoclipe.

## Antecedentes
Após uma temporada significativa de lançamentos pela gravadora MK Music nas décadas de 2000 e 2010, Andréa Fontes assinou com a gravadora Som Livre em 2014. A divulgação do novo contrato artístico veio menos de um mês depois do álbum Diploma de Vencedor e, na ocasião, Fontes foi anunciada como uma aposta da empresa na música pentecostal. Ela disse, na época: "Ser a primeira cantora pentecostal de uma gravadora secular é uma felicidade, mas também uma responsabilidade muito grande". O primeiro álbum, por sua vez, foi Deus Surpreende, que foi gravado ao vivo e conteve repertório inédito.

## Produção
Ele Me Chamou de Alguém, diferentemente do anterior (produzido por Melk Carvalhêdo) contou com assinatura do músico Wesley Ros, que já tinha trabalhado com Andrea em Do Outro lado, de 2012. O projeto foi caracterizado pela participação de Andressa Fontes em "Vou Prosseguir" e a regravação da música "João Viu".

## Lançamento
O álbum foi lançado em abril de 2017 pela gravadora brasileira Som Livre. Foram lançados videoclipes das músicas "Vou Prosseguir", "Ele Me Chamou de Alguém" e "Histórico do Computador".

## Faixas
1. "Ele Me Chamou de Alguém"
2. "Estêvão"
3. "Natã"
4. "Eu Vou Adorar"
5. "Estou Abençoado"
6. "Vão Ficar Surpresos / Cristo Voltará"
7. "Histórico do Computador"
8. "Providência na Prisão"
9. "Assim que eu Te Vi"
10. "Vou Prosseguir"
11. "João Viu"